# Abella (Vilallonga de Ter)
Abella és un dels nuclis agregats de població de Vilallonga de Ter a la comarca del Ripollès. Situat a uns 1.250 metres d'altitud a la vora esquerra de la riera d'Abella (afluent del riu Ter). L'any 2006 hi havia 49 habitants.
La població és als peus de la serra de Sant Bernabé. Les cases estan distribuïdes de manera irregular i separades unes de les altres. En destaca l'església romànica del segle xii, santa Llúcia, tot i que avui dia ha patit diverses reformes.
De la mateixa manera que en altres poblacions del Ripollès, una part de l'economia de fa uns anys es basava en les mines, les d'Abella, d'antimoni. En l'actualitat aquestes mines resten tancades.
El segon dissabte de juny se celebra la festa major del nucli.